# Дромоним
Дромо́ним (от др.-греч. Δρόμος — бег, движение, путь, дорога, проход + ὄνομα — имя, название) — вид топонима. Собственное имя любого пути сообщения: наземного, водного, подземного, воздушного, как правило за пределами населенных пунктов. В отличие от улиц в населенных пунктах — употребление этих названий не является обязательным, как само их существование. Множество путей существуют, не имея имен. Название иногда может упоминаться в официальных документах, что тоже не является нормой, а скорее стремлением закрепления традиции.

## История
Традиции были заложены очень давно. Со времен Древней Руси были известны «Путь из варяг в греки» и «Путь из варяг в арабы». Названием дороги подчеркивалась её важность.

## Виды дромонимов

### Сухопутные
Сухопутные дромонимы наиболее распространены. Почти во всех городах раньше и сейчас дороги ведущие вовне, имели собственные имена — чаще всего по населенному пункту, к которому ведут. Исторические названия закрепились за современными автомобильными дорогами или городскими улицами (Московский тракт и Иркутский тракт в Томске). У одной дороги могло быть как одно название, так и сразу несколько. Так, например, дорога проходящая через Сибирь в разных местах могла именоваться Иркутским, Томским, Сибирским, Омским трактом. При движении на запад — Московским трактом. В целом Московско-Сибирский тракт.
Кроме города, к которому направлена дорога, имя могло образоваться от местности. Например, дорога из Бийска в Монголию называется Чуйский тракт по реке Чуе, в долине которой проходит.

### Внутренние водные
Обычно совпадают с названием одно или нескольких гидрообъектов, по которым проходят (Волжский путь, Обской путь, Волг-Камский путь, Обь-Иртышский путь). Исключения — путь соединяет две водные артерии, но непосредственно по ним не проходит. Например, Обь-Енисейский соединительный водный путь проходил по рекам Кети, Ломоватой, Язевой, Кеть-Касскому каналу, Водороаздельному озеру, Малому и Большому Касам. Реки, от которых он получил название, находятся на расстоянии тысячи километров в обе стороны от водораздела.

### Железнодорожные
Железные дороги получали имена в момент строительства или к открытию:
- по имени инициатора (Николаевская железная дорога);
- по названию пунктов, которые дорога соединяет (Турксиб);
- по местности, через которую проходит (Кругобайкальская железная дорога).

Возможны трансформации названия (Великая сибирская магистраль — Транссибирская магистраль) или переименования (Николаевская — Октябрьская железная дорога)